# 河北省立工业学院
河北省立工业学院，曾名北洋工艺学堂、直隶高等工业学校，1951年与北洋大学合并组建天津大学。

## 清末初办时期
1901年，袁世凯接任直隶总督、北洋大臣后，从八国联军手中接管天津，并在天津推行包括教育改革、城市建设、交通建设等在内的北洋新政。1902年，袁世凯应周学熙的创办直隶工艺总局暨附设工艺学堂的建议，命天津知府凌福彭拟定工艺学堂章程、筹办工艺学堂。凌福彭接受委令后，聘请日本工学士藤井恒久为总教务长，选定天津城东南角贡院以东草厂庵为校址并拟定了《工艺学堂详订暂行章程》，该章程中提出了“学堂为人才根本，工艺为民生至计，两者固宜并重；而讲求之道，亦属相资；工艺非学不兴，学非工艺不显”，这一“工学并举”教学理念的雏形。
1903年2月16日，袁世凯批准凌福彭关于开办工艺学堂的暂行章程及申请经费的禀文。
北洋工艺学堂第一批学生仅招30名，招生条件严格，报考考生需年龄在15岁至22岁之间，文理通顺，曾习英文，天资聪颖，身家清白，体质强健，取具妥保后方可报名，应考者有二三百人。考试当日，时任天津知府凌福彭亲任主考。开考前发给洋纸一份，考试科目包括汉文、汉文译英文、英文等。开考前发给洋纸一份汉文题目为《化学为制造之本》限一小时交卷，汉文译英文题目亦为翻译化学题材英文一篇，限两小时交卷，交卷后出英文论题，题目为格致化学问题。凡考英文者三四日内单发一榜。考试结束后开始录取工作，其条件非常严格，须经面试、初试、复试三轮遴选后方能被录取。
1903年3月19日，北洋工艺学堂正式开学，袁世凯曾到工艺学堂现场视察学堂各项举办情况。自清末废除科举制度后，清朝相继创办几所新式学堂，至此年全国只有国立大学堂3所，高等学堂近10所，而北洋工艺学堂正是其一。当时设有化学、染织及普通各科，学制三年。周学熙以直隶工艺总局的身份兼任总办，藤井恒久任学堂教务长，赵元礼任庶务长，单晋和任董理，教员有徐田、孙凤藻等。周学熙提出“工艺非学不兴，学非工艺不显”的办学主张，创办了全国最早的高校校办工厂，首开“工学并举”工业教育思想之先河。
北洋工艺学堂正式开学后，陆续建筑新房舍数十间作为讲堂、办公室、教务室。其中贡院前建化学和机器两场20余间，备实习用，修建好的化学场和机器场形成了中国最早的校办工厂。
1904年，遵照学部章程，北洋工艺学堂更名为“直隶高等工业学堂”。1907年，直隶高等工业学堂共50名学生成为了第一批毕业生，其中14名优秀学生被选派去日本学习深造。此时，学校已设化学科、机器科、化学制造科、化学专科、机器专科、绘图科等6科和甲乙两班预备科。由于学生数额增多，堂舍偏窄，遂于当年9月报请直隶学务处，在河北新区黄纬路孙家花园旁建设新校舍，1908年6月竣工，7月迁入新址。学生数增加至200余名，教司13人，其中日本教司5人。

## 民国早期
1912年8月，直隶高等工业学堂改称直隶高等工业学校，改为秋季始业。1913年2月，直隶高等工业学校改为直隶公立工业专门学校。1914年8月，因财政困难，机械科停招新生，并撤销中学实科，已有中学实科学生转入南开中学继续学业。1916年6月，机械科恢复招生。8月，学校各科成绩在北京参加赛会，经教育部审查，均获优秀，列为甲等，发给一等奖状。1928年9月，直隶公立工业专门学校随直隶省改称河北省，改名为“河北省立工业专门学校”。
1929年5月，升格学院，定名河北省立工业学院，招收高级中学男女毕业生，学制四年。设化学制造、机电工程、市政水利三个系，魏元光任院长。1930年5月，河北省立第一职业学校改为工业学院附属高级职业部。1931年3月，北洋铁工厂旧址20亩连同旧有厂房44间、住室34间拨归工业学院作为分院。接收后，即将机电系工厂移至分院。同时在该址建筑职员宿舍、客室及辅助建筑物、制革厂等。1934年，学院与全国棉业统制委员会商定，合作棉业教育。1934年5月，第三届全国铁路沿线生产产品展览会在北平举办，学院应北宁铁路局及津浦铁路局的征集将机械、制革、纺织印染各厂产品运往参展，销路颇畅。6月，学院开设水利学系，与北洋工学院、华北水利委员会、导淮水利委员会、黄河水利委员会、太湖流域水利委员会、中央模范灌溉局等7个单位商订合办水利实验工作，并建筑全国第一个水工实验所。1935年11月，“中国第一水工试验所”竣工建成，并在当年孙中山诞辰纪念日11月12日举行落成典礼。

## 抗日战争时期
1937年7月7日，日寇发动侵华战争，7月28日天津沦陷，河北省立工业学院惨遭破坏，水工实验所被炸毁，历年文书卷宗、图书仪器被抢劫一空，教学被迫中断。同年8月，学院秘书路荫柽携带公章及经费余款到天津英租界慈惠学校暂避，并办理资送教职员转移及学生转学、借读等事宜。占领天津的日军勒令学校复课，但遭到学校负责人路荫、杨十三的拒绝，故校舍被改作日军陆军医院，该校停办八年。1938年3月，河北省立工业学院师生杨十三教授、马沣教授、洪麟阁、连芬亭等组成“华北人民抗日自卫委员会”所属“工字团”，参加冀东抗日联军，同日伪军浴血奋战。10月，洪麟阁壮烈牺牲。1939年7月，杨十三捐躯太行。

## 国共内战时期
1945年，抗战胜利后，河北省立工业学院停办八年后开始复校，并于1946年开始招生，设化学工程、机械工程、电机工程、水利工程、纺织工程等5个系，学制四年，同时附设高级职业部，设化工、机工、土木、染织和电机5个科。同年10月21日，举行开学典礼。
1946年，路荫柽任院长，天津市立第一图书馆多批次送还原河北工学院所藏书籍。6月，大悲禅院将河北工学院分院占用该寺院的土地20亩，自愿无偿奉送；产权契约即日移交予工学院。10月，中央教育部将河北省立工业学院改名为河北省立工学院。

## 中华人民共和国成立初期
1949年1月，天津地区政权更替后，河北工学院由天津市军事管制委员会接管，撤销训导处，实行院长负责制。1951年4月18日，中央人民政府教育部召开北洋大学和河北工学院负责人及教职工代表、学生代表座谈会，宣布成立并校委员会、成员会。1951年6月2日，时任教育部部长马叙伦签发文件，将北洋大学与河北工学院合并，自1951年8月1日起正式成立新校，初步意见拟定名为天津大学9月26日，在北洋大学南院大礼堂举行了天津大学成立暨开学典礼。同时，学校在原属南开大学校产土地的七里台地区建设天津大学新的校舍。